# Harrisville (New York)
Harrisville è un villaggio degli Stati Uniti d'America, situato nello stato di New York, nella contea di Lewis.